# Yponomeuta malinellus
Yponomeuta malinellus là một loài bướm đêm thuộc họ Yponomeutidae. Nó được tìm thấy ở châu Âu. 

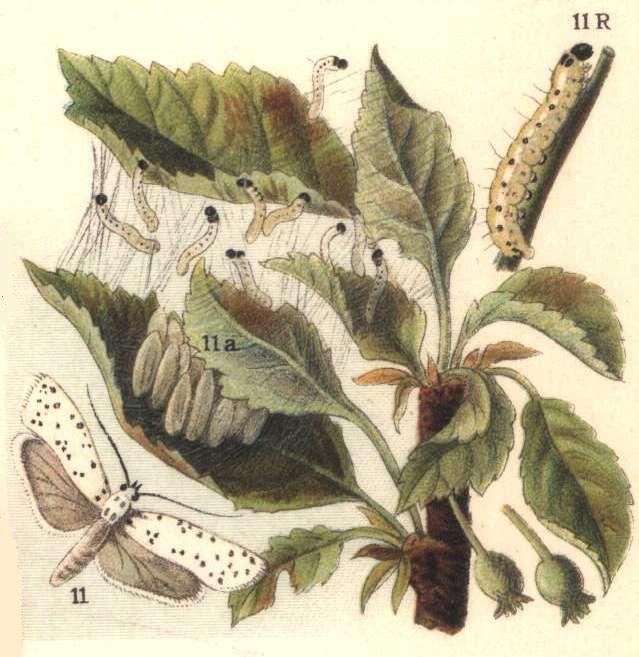

Sải cánh dài 16–20 mm. Con trưởng thành bay từ tháng 6 đến tháng 10.
Ấu trùng ăn các loài táo.

## Hình ảnh

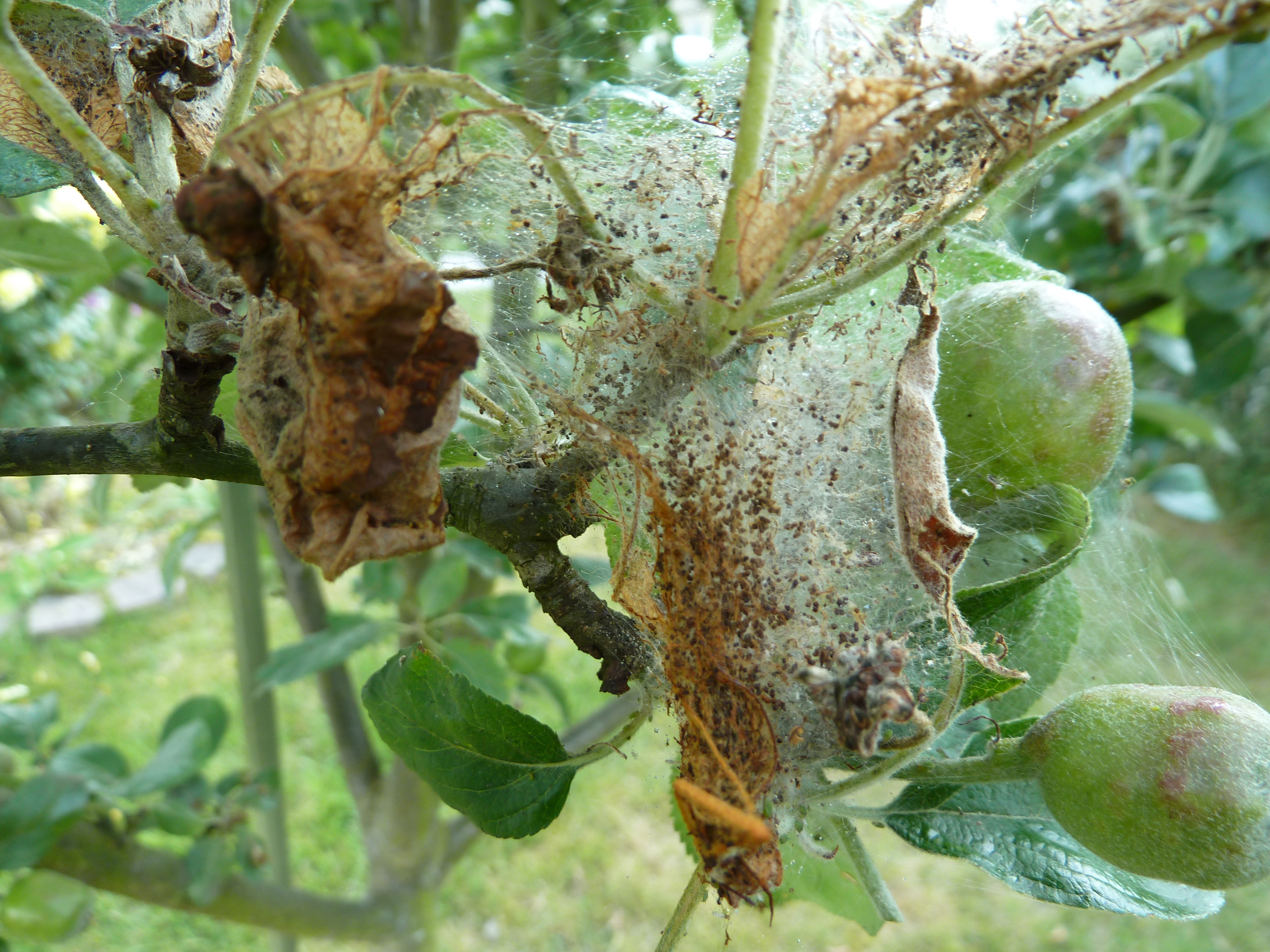
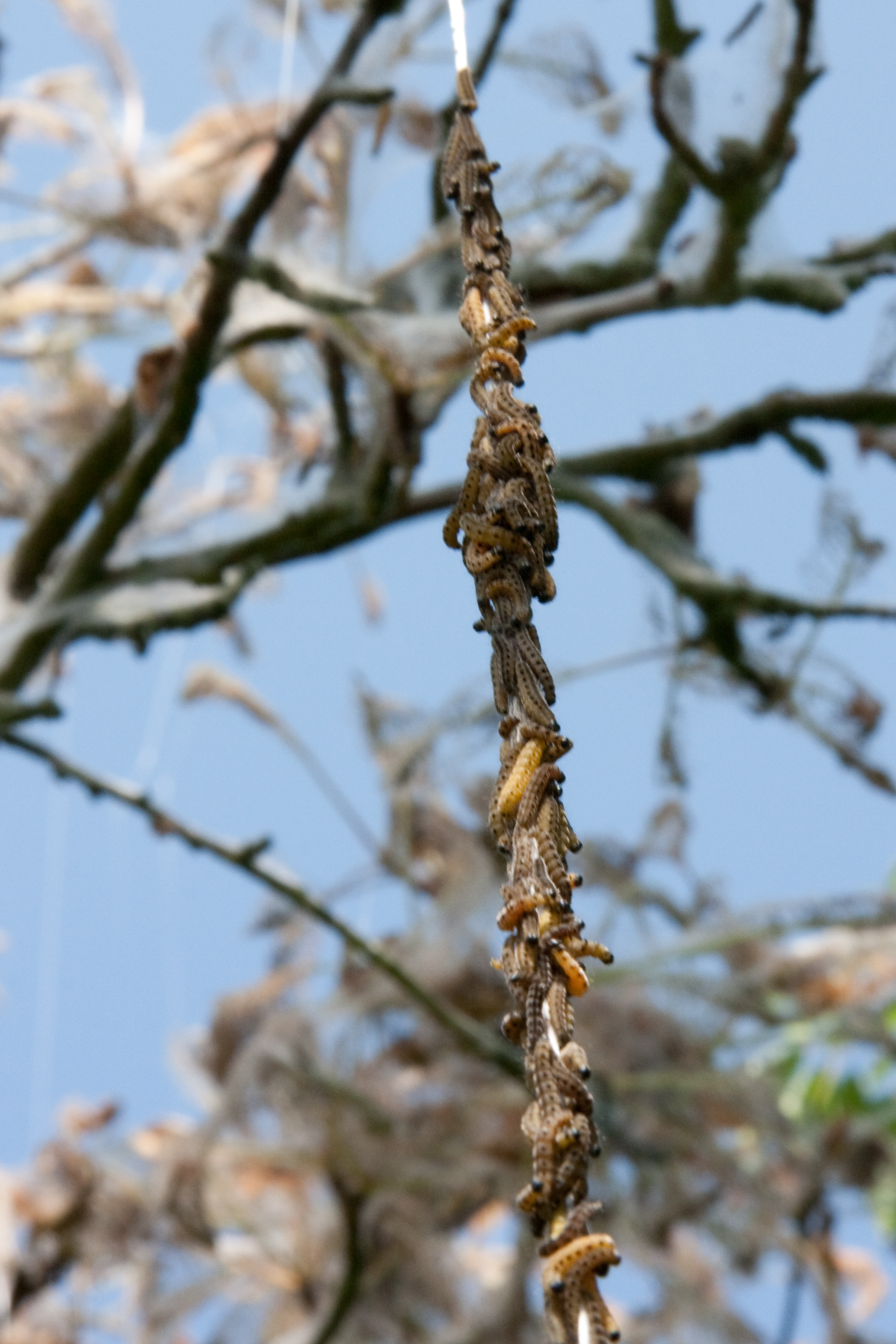
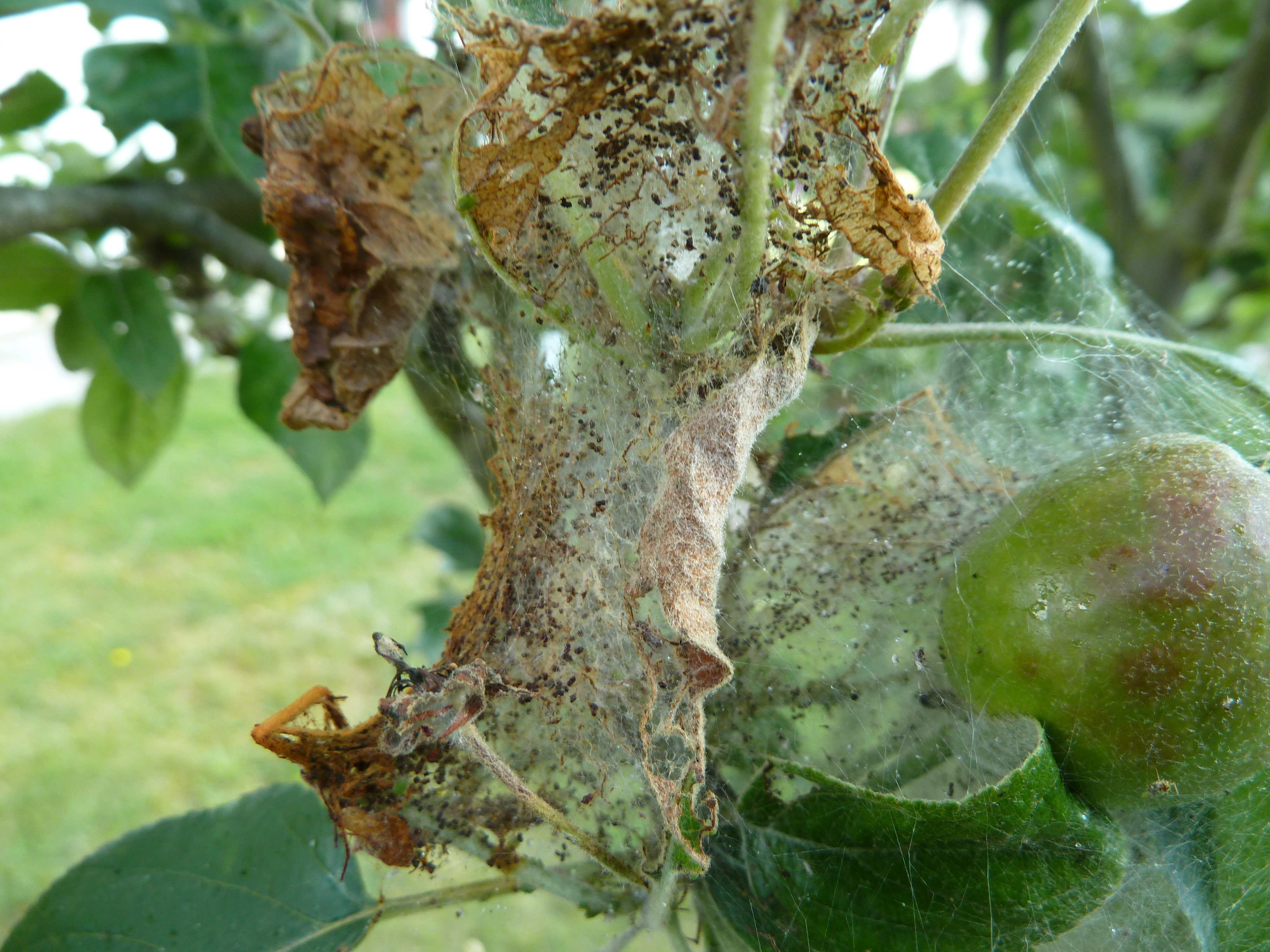
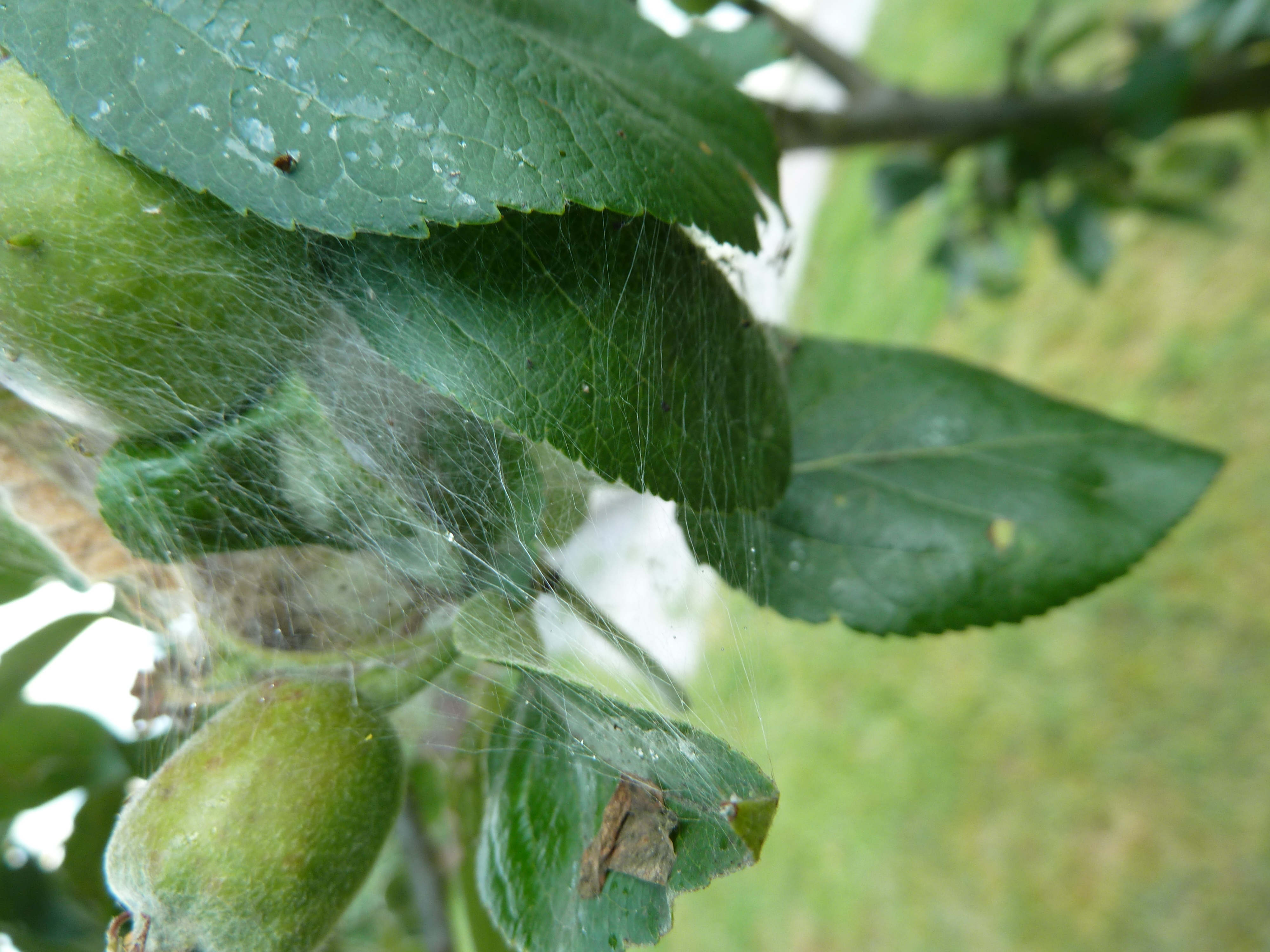